# Valašská Polanka
Valašská Polanka (jusqu'en 1929 : Polanka ; en allemand : Walachisch Polanka) est une commune du district de Vsetín, dans la région de Zlín, en République tchèque. Sa population s'élevait à 1 440 habitants en 2020.

## Géographie
Valašská Polanka est arrosée par la Senice et se trouve à 9 km au sud de Vsetín, à 25 km à l'est-nord-est de Zlín et à 272 km à l'est-sud-est de Prague.
La commune est limitée par Leskovec au nord, par Hovězí à l'est, par Lužná et Prlov au sud, et par Seninka à l'ouest.

## Histoire
La première mention écrite du village date de 1549.